# زکمزوگو

زکمزوگو شهری در شهرستان بینگو در استان بولکیمده در بورکینافاسوی غربی مرکزی است جمعیت آن ۱۱۳۲ نفر است.